# Ernst-Frieder Kratochwil
Ernst-Frieder Kratochwil (* 1944 in Pleismar) ist ein deutscher Dramaturg, Schriftsteller und Hörspielautor.

## Leben und Wirken
Der als Sohn eines evangelischen Pfarrers geborene Ernst-Frieder Kratochwil wuchs in Lodersleben auf. Nach dem Mauerbau und unmittelbar vor dem Abitur wurde er in Schönebeck aus politischen Gründen relegiert. Zahlreiche Eingaben des Vaters machten schließlich ein Studium der evangelischen Theologie u. a. in Naumburg möglich. Seit 1967 schrieb er Beiträge für das Feuilleton verschiedener Zeitungen und Zeitschriften wie Neue Zeit, Theater der Zeit, Die Weltbühne und Das andere Theater. Dem Staatsexamen in Greifswald folgte 1968/69 eine Meisterschülerausbildung bei Wolfgang Heinz am Deutschen Theater Berlin, bei dem Ernst-Frieder Kratochwil sich auf Empfehlung Adolf Dresens mit einem Essay über die beiden verschiedenen Himmel in Goethes Faust I und Faust II beworben hatte.
Danach arbeitete Ernst-Frieder Kratochwil als Fertigungshelfer im Berliner Kabelwerk Oberspree, als Schauspielregisseur in Magdeburg, Neustrelitz und Zittau, als Pressenhelfer im VEB Robur-Werke, als Chefdramaturg in Prenzlau und Buchverkäufer in Ost-Berlin.
Mit Peter Gugischs Unterstützung, den Ernst-Frieder Kratochwil ebenso wie Adolf Dresen seit seiner Studententheater-Zeit in Greifswald kannte, begann er 1976 eine Tätigkeit als Hörspieldramaturg beim Rundfunk der DDR. Er widmete sich Hörspiel-Einrichtungen von Theaterstücken Sternheims, Barlachs und Matusches. 1980 wurde sein erstes eigenes Hörspiel Das klare Wort der Schrift veröffentlicht – eine Auseinandersetzung zwischen Martin Luther und Thomas Müntzer, die mit großem Erfolg bis in die Gegenwart zahlreichen Wiederholungen und europäische Adaptionen erlebte. So zum Beispiel durch Werner Grunows Gastinszenierungen in Finnland und Norwegen oder auch in Italien und Rumänien.
Die ursprüngliche Inszenierung des Hörspiels durch Joachim Staritz kam 1980 nicht zur Ausstrahlung, weil in dessen Regie- und Besetzungskonzeption die Figur des Luther in deutlich kritisches Licht gesetzt wurde. Die für 1983 anstehende offizielle Luther-Ehrung zu dessen 500. Geburtstag war indes um eine Aufwertung des bisherigen Luther-Bildes bemüht, und daher kam es zu einer erneuten Inszenierung des Textes durch den Regisseur Wolfgang Schonendorf.
1982 wechselte Ernst-Frieder Kratochwil in eine freiberufliche Tätigkeit als Autor, Dramaturg und Regisseur.
Von Januar 1990 bis Juli 2009 arbeitete er als hauptamtlicher Lehrer an der Hochschule für Schauspielkunst „Ernst Busch“ Berlin, u. a. auch für Puppentheatergeschichte. Seitdem ist er wieder freischaffender Autor.

## Hörspiele und Hörspielbearbeitungen (Auswahl)
- Der blaue Boll, Hörspielbearbeitung des Bühnenstücks von Ernst Barlach, Regie: Peter Groeger, Rundfunk der DDR 1978
- Die Hose, Hörspielbearbeitung des Bühnenstücks von Carl Sternheim, Regie: Werner Grunow, Rundfunk der DDR 1979
- An beiden Ufern, Hörspielbearbeitung des Bühnenstücks von Alfred Matusche, Regie: Peter Groeger, Rundfunk der DDR 1980
- Das klare Wort der Schrift, Musik: Volker Bräutigam, Regie: Joachim Staritz, mit Alexander Lang (Müntzer), Günter Zschäckel (Luther) und Fred-Arthur Geppert, verworfene Erstproduktion von 1980, blieb als Heimtonband-Kopie erhalten, Erstsendung: 27. Oktober 1998, MDR KULTUR
- Das klare Wort der Schrift, Musik: Volker Bräutigam, Regie: Wolfgang Schonendorf, mit Kurt Böwe (Luther), Dieter Mann (Müntzer) und Horst Hiemer, Zweitproduktion, Erstsendung: 9. November 1980, Radio DDR II
- Öffentlicher Gesang vor zwei elektrischen Stühlen, Hörspielbearbeitung des Schauspiels von Armand Gatti, deutsch von Gerda Scheffel. Musik: Ralf Hoyer, Regie: Fritz Göhler, Rundfunk der DDR 12. Juli 1981
- Ein Gespräch im Hause Stein über den abwesenden Herrn von Goethe Hörspielbearbeitung des Bühnenstücks von Peter Hacks, Regie: Werner Grunow, Rundfunk der DDR 1981
- Wenn man einen Nußknacker liebt, Hörspielbearbeitung nach E.T.A. Hoffmanns Nußknacker und Mäusekönig, Regie: Christa Kowalski, Rundfunk der DDR 1982
- Ein Haus für uns alleine, 28. Folge der Sendereihe Tatbestand, Fachliche Mitarbeit: Staatsanwalt Dieter Plath, Regie: Walter Niklaus, Radio DDR I, 6. Juli 1983
- Der König und sein Schmied; Hörspielbearbeitung der Sage "Wieland der Schmied", Regie: Christa Kowalski, Rundfunk der DDR 1984
- Setzlinge Hörspielbearbeitung nach Suliko Shgenti, Regie: Norbert Speer
- Abschied vom Freudenheim, Regie: Werner Grunow, Rundfunk der DDR 1985
- Die Katze, die immer nur ihre eigenen Wege ging, Hörspielbearbeitung von Horst Hawemann frei nach Motiven von Rudyard Kipling, Regie: Barbara Plensat, Litera DDR 1985
- Bettine und Clemens oder Nahe geht das Scheiden, Musik: Reiner Bredemeyer, Regie: Horst Liepach, Rundfunk der DDR 1987
- Die Irrfahrten des Odysseus, Hörspielbearbeitung in sechs Teilen nach Homer, Musik: Wolfram Bodag, Regie: Werner Buhss, Rundfunk der DDR 1988

## Radioessays und Features (Auswahl)
- Jan Hus – Verbrannt, doch unbesiegt, Radio DDR II 1982
- Die Allstedt-Erfahrung, Lesung und Gespräch mit Karin Köbernick, Sendung vom 26. November 1989, Berliner Rundfunk
- Ansichten und Schicksal des Jan Hus, Feature, DS-Kultur 1990
- Luthers einzige Kirchenweihe – 1544 in Torgau, MDR FIGARO 2015
- Lucas Cranach der Mittlere, die Nummer Zwei der Malerdynastie, MDR FIGARO 2015

## Bücher
- Das klare Wort der Schrift., Hörspiele, Herausgegeben von Christa Vetter, Henschelverlag Berlin 1982, darin E.-F. Kratochwils Hörspieltext S. 15–40
- The clear word of the scriptures, Deutsch-Englisches Hörspielscript zur Einreichung zum PRIX ITALIA 1982, Rundfunk der DDR
- Le clair message des ecritures, Deutsch-Französisches Hörspielscript zur Einreichung zum PRIX ITALIA 1982, Rundfunk der DDR
- Die Allstedt-Erfahrung, Erzählung in fiktiven Dokumenten, 221 Seiten, Union-Verlag Berlin 1990, ISBN 3-372-00291-1
- Deutsches Puppen- und Maskentheater seit 1900, 228 Seiten mit Illustrationen, Schibri-Verlag Berlin, Strasburg 2012, ISBN 978-3-86863-089-3
- Deutsches Puppen- und Maskenspiel bis 1900, 385 Seiten, mit Bildteil und Anhang von Stücken und Szenen, Book on Demand von PRO BUSINESS Berlin 2015; ISBN 978-3-86386-815-4

## Bühnenstücke
- Der Mut des Evariste Galois, Schauspiel, in: Theater der Zeit, Heft 3/1987, S. 52–64